# 海の救助隊レスキュー5
『海の救助隊レスキュー5』（原題: Chopper Squad）は、パラマウントTVとオーストラリアのグランディ・オーガニゼーション・プロダクションと共同で制作、オーストラリアで1978年から1979年にかけて放送されたテレビドラマ（テレビ映画シリーズ）である、2シーズン、計26話がチャンネル・テンで放送された（パイロット版は1976年4月に製作され、同年11月に放送された）。
シドニー近郊の海を舞台に、ヘリコプターやモーターボートで人命救助活動を行う5人組の活躍を描いた作品で、後年のアメリカのテレビ映画シリーズ『ベイウォッチ』は、これのパクリという説もある。エピソードを再編集したTVムービー（日本放送題名『大追跡!ヘリコプター救助隊』）もある。
日本では1980年に、日本テレビ放送網にて放映された。

## キャスト
- ジェビー・ベスト（デニス・グローブナー）　声優：小川真司
- バリー・ドラモンド（ロバート・コールビー）　声優：曽我部和行
- フィル・トライヤル（エリック・オルドフィールド）　声優：野島昭生
- ジョージア（レベッカ・ギリング）　声優：一城みゆ希
- ローリー（グラハム・ラウズ）　声優：寺島幹夫

## 日本での放送時間
- 1980年7月19日～同年9月27日：土曜23:50 - 24:45
- 1980年10月4日～同年同月25日：土曜24:20 - 25:15
  - 23:50 - 24:20に音楽番組『ザ・ライブハウス'80』を設置するため繰下げ。